# Odaraia alata
L’odaraia (Odaraia alata) è un artropode marino estinto, vissuto nel Cambriano medio (circa 505 milioni di anni fa). I suoi resti sono stati ritrovati in Canada, nel famoso giacimento di Burgess Shales.

## Un artropode con la coda da pesce
Questo animale, lungo circa 15 centimetri, era uno degli artropodi più grandi del suo habitat, e possedeva una serie di caratteristiche peculiari che non trovano riscontro in nessun altro artropode. Ad esempio, la lunga coda sporgente dal carapace terminava in una struttura trifida, del tutto diversa dalle code di qualunque altro artropode. La coda dell'oradaia assomigliava piuttosto a quella di un pesce, con tre “pinne” (una dorsale e due laterali).

## Appendici corte
Il carapace era a forma di tubo, non appiattito come quello di molti artropodi; la parte frontale del capo possedeva due occhi sporgenti (i più grandi fra tutti gli artropodi di Burgess) e due corte appendici nascoste dal carapace, in posizione ventrale.
Il corpo al di sotto della corazza era formato da più di quaranta segmenti, da cui si dipartivano le classiche appendici biramate degli artropodi primitivi. Sembra che queste appendici, piuttosto corte, non si estendessero oltre il carapace; le due valve che componevano quest'ultimo, inoltre non erano abbastanza separate da permettere l'uscita delle appendici da un'apertura ventrale.

## Nuotatrice sul dorso
È chiaro, quindi, che l'odaraia non poteva camminare sul fondo del mare; secondo Derek Briggs (1981), questo bizzarro animale nuotava sul dorso, usando la coda trifida per direzionarsi durante il nuoto. Il carapace racchiudeva una camera di filtraggio per la raccolta del cibo: l'acqua entrava da un'estremità e usciva dall'altra, mentre le particelle venivano catturate dalle appendici. Tra gli animali di Burgess, l'odaraia doveva essere uno dei pochissimi che abitualmente operavano il nuoto attivo per spostarsi, così come il Sarotrocercus, l’Anomalocaris e l’Amiskwia. Recenti ritrovamenti nel giacimento di Chengjiang, in Cina, fanno supporre l'esistenza di un'altra specie (Odaraia ?eurypetala) in strati del Cambriano inferiore, circa 10 milioni di anni prima degli esemplari di Burgess.